# Mats Seuntjens
Mats Seuntjens (Breda, Países Bajos, 17 de abril de 1992) es un futbolista neerlandés que juega de lateral izquierdo en las filas del Football Club Groningen de la Eredivisie.

## Trayectoria
Seuntjens es un jugador nacido en Breda, formado en las categorías inferiores del BSV Boeimeer hasta 2010, cuando con 18 años, se unió a la academia juvenil del NAC Breda como jugador sub-19. 
El 28 de enero de 2012, hizo su debut profesional con el primer equipo del NAC Breda en un partido contra De Graafschap.
En la temporada 2015-16, Seuntjens anotó 13 goles e hizo 14 asistencias en 35 apariciones en la Eerste Divisie.
El 30 de mayo de 2016, Seuntjens firmó por el AZ Alkmaar. Hizo su debut con el AZ el 28 de julio en un partido de clasificación de la Europa League contra el club griego PAS Giannina. Durante sus tres temporadas en Alkmaar, Seuntjens hizo 110 apariciones en total en las que marcó 11 goles.
El 1 de julio de 2019, Seuntjens firmó un contrato de dos años con el Gençlerbirliği Spor Kulübü de la Superliga de Turquía.
El 15 de agosto de 2020, Seuntjens firmó por el Fortuna Sittard, en el que jugó durante de dos años y medio.
El 1 de enero de 2023, Seuntjens firmó por el RKC Waalwijk. 
El 9 de junio de 2023, firmó un contrato de una temporada con el FC Utrecht, con el club con la opción de renovarlo por un año más, pero regresó al RKC Waalwijk el 13 de enero de 2024.
El 15 de julio de 2024, Seuntjens firma por el Club Deportivo Castellón de la Segunda División de España.

## Clubes
| Club                       | País         | Año             |
| -------------------------- | ------------ | --------------- |
| NAC Breda                  | Países Bajos | 2012-2016       |
| AZ Alkmaar                 | Países Bajos | 2016-2019       |
| Jong AZ Alkmaar            | Países Bajos | 2016-2018       |
| Gençlerbirliği Spor Kulübü | Países Bajos | 2019-2020       |
| Fortuna Sittard            | Países Bajos | 2020-2022       |
| RKC Waalwijk               | Países Bajos | 2023            |
| Football Club Utrecht      | Países Bajos | 2023-2024       |
| RKC Waalwijk               | Países Bajos | 2024            |
| Club Deportivo Castellón   | España       | 2024-2025       |
| F. C. Groningen            | Países Bajos | 2025-actualidad |